# István Hasznos
István Hasznos (né le 8 décembre 1924 à Szolnok, mort le 7 mai 1998 dans la même ville) est un joueur de water-polo hongrois, champion olympique en 1952.
- CIO
- Comité olympique hongrois
- Olympedia

.